# Uniwersytet Sułtana Kabusa
Uniwersytet Sułtana Kabusa (arab. ‏جامعة السلطان قابوس‎) – omańska publiczna uczelnia wyższa, zlokalizowana w Maskacie.
Uczelnia została utworzona na podstawie dekretu wydanego przez sułtana Omanu Kabusa ibn Sa’ida w 1980 roku. Budowę rozpoczęto w 1982 roku, a pierwszych studentów przyjęto w 1986 roku. Początkowo uczelnia składała się z pięciu wydziałów, z czasem utworzono cztery kolejne. Budynki zostały zaprojektowane w sposób umożliwiający separację mężczyzn i kobiet (osobne wejścia, wydzielone miejsca w salach wykładowych).  
W skład uczelni wchodzą następujące jednostki:
- Wydział Medycyny
- Wydział Inżynierii
- Wydział Rolnictwa
- Wydział Pedagogiki
- Wydział Nauk Ścisłych
- Wydział Sztuk (utworzony w 1987 roku)
- Wydział Ekonomii (1993)
- Wydział Prawa (2006)
- Wydział Pielęgniarstwa (2008)

## Źródła
- Strona uczelni. squ.edu.om. [zarchiwizowane z tego adresu (2019-04-22)].